# 1559

## أحداث
- نهاية الحروب الإيطالية في 1559 والتي بدأت في 1494.
- يناير: - فيليب الثاني ملك إسبانيا يتزوج زوجته الثالثة إليزابيث من فالوا
- البرتغال اضطروا لتسليم قلعة تاروت للعثمانيين

## مواليد
- يوهان تسركليه، كونت تيلي

## وفيات
- هنري الثاني ملك فرنسا